# Carga alar
La carga alar es un parámetro aerodinámico de una aeronave que consiste en que el peso está dividido entre el área del ala o de otra superficie de sustentación. Este parámetro condiciona directamente diversos aspectos del comportamiento aerodinámico del avión tales como su peso máximo de despegue, velocidad ascensional o radio de giro. Se expresa en kilogramos partido por metro cuadrado si bien, como muchas otras medidas aerodinámicas, es frecuente verla expresada en medidas americanas (libras entre pies cuadrados; lb/ft²). 
Este valor oscila alrededor de 700 kg/m² para aviones comerciales y de 400 kg/m² para cazas modernos. Algunos diseños, no obstante, caen por debajo de estos valores, como por ejemplo los veleros (planeadores) que tienen cargas alares de tan solo 50 kg/m², o los paracaídas por debajo de 1 kg/m². Por el contrario las superficies de sustentación de ciertos misiles los exceden ampliamente.

## Efectos en las características del avión

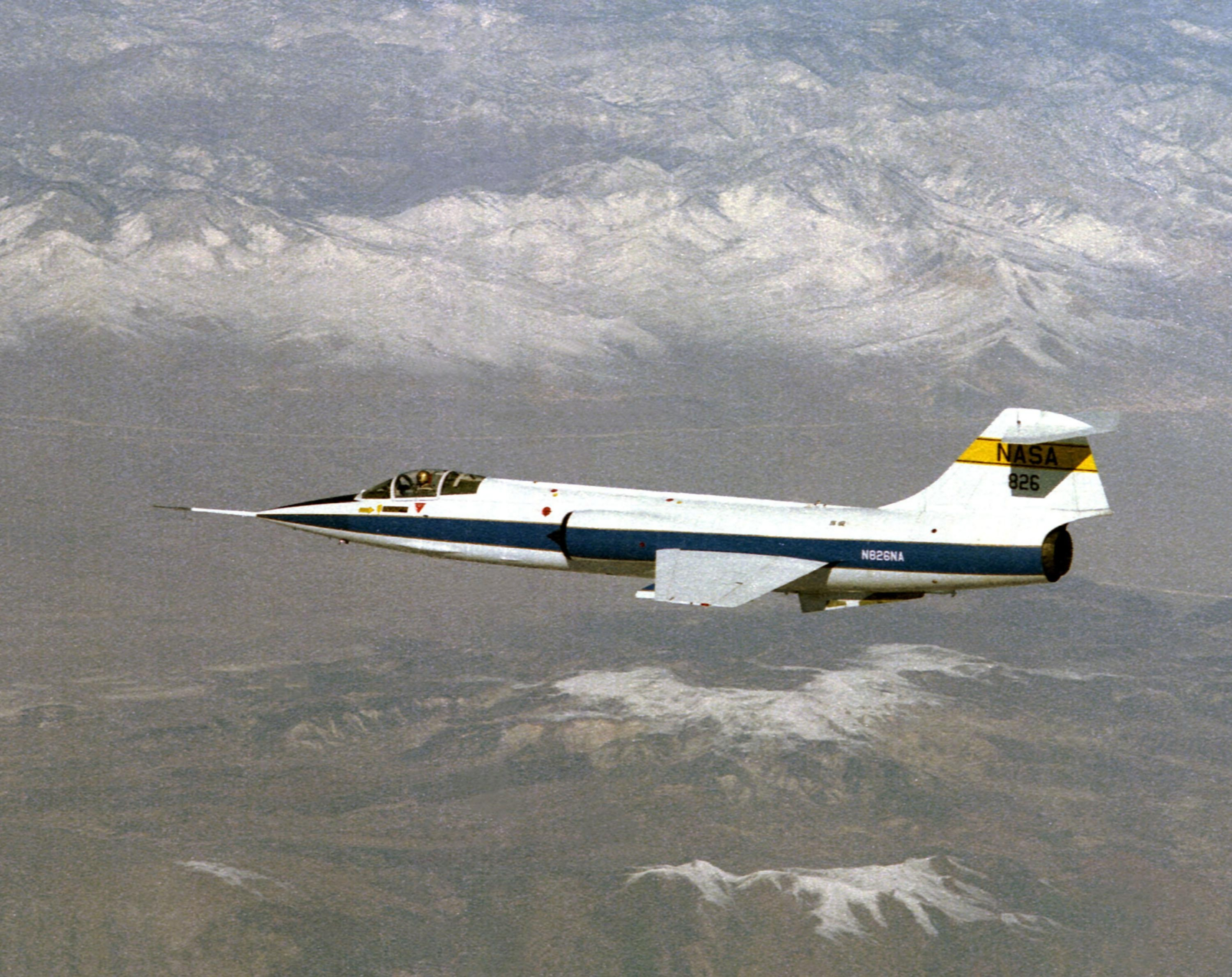
El Lockheed F-104 Starfighter es un ejemplo de caza con ala pequeña muy cargada.

La superficie alar inferior de un avión genera sustentación cuando, gracias al empuje del motor, el aire que fluye por ambas superficies del ala genera una diferencia de presión entre la parte superior e inferior del ala (el intradós es la superficie inferior y el extradós la superficie superior). Por tanto un ala con una carga baja vuela con una diferencia de presión relativamente baja que le permite una mayor capacidad de sustentación para una velocidad del aire dada, lo que le proporciona en comparación con un avión de igual masa y mayor carga alar:
- Una menor velocidad de aterrizaje y despegue
- Una mayor capacidad de trepada (ascenso)
- Una menor velocidad de entrada en pérdida
- Una mayor capacidad de carga del avión y un mayor peso máximo de despegue

Por otra parte una carga alar menor implica un ala de mayor tamaño y más gruesa lo que a su vez causa un mayor rozamiento aerodinámico, lo cual combinado con la mayor sustentación causa que los aviones con menor carga alar requieren menos energía para mantenerse en vuelo que un aparato con carga alar mayor e igual masa pero a una velocidad de crucero menor.

Otro efecto de la carga alar se produce en los cambios de dirección horizontal. Cuando un avión cambia de dirección sobre el plano horizontal debe alabearse para compensar la fuerza centrífuga y al inclinarse las alas respecto al ángulo horizontal estas pierden fuerza ascensional produciéndose un descenso que debe ser compensado por el piloto aumentando el ángulo de ataque del aparato, todo lo cual causa una resistencia aerodinámica que frena al aparato, tanto mayor cuanto menor sea el radio de giro. Este freno debe compensarse con un aumento del empuje del motor. El mínimo radio de giro que puede mantener un avión sin perder altura ni velocidad se llama radio de giro sostenido y depende del tamaño del ala y la potencia del motor. Durante este aumenta la carga alar en proporción a la fuerza g causada por la fuerza centrífuga, lo cual hace que aviones con menor carga alar puedan tolerar incrementos mayores de esta antes de caer en pérdida y por tanto poseen radios de giro sostenido menores.
Por otra parte se denomina radio de giro instantáneo al radio mínimo que un avión puede alcanzar antes de perder sustentación. Este por su parte es menor en aviones con mayor carga alar ya que las menores dimensiones del ala y la mayor carga sobre las superficies de control le permiten reacciones más ágiles, que son las que se buscan en los aviones de caza en los que la pérdida de sustentación no es un grave problema dada la mayor potencia del motor en proporción al peso del aparato.
La estabilidad de un avión también se ve afectada por el nivel de carga alar ya que las turbulencias y cambios en la densidad del aire son más acusadas en aviones con alas relativamente grandes en relación con su masa, y por tanto con menor carga alar, en las cuales dichas turbulencias tienen más superficie para actuar y las diferencias de presión causadas por el vórtice son proporcionalmente más intensas. Por tanto para el vuelo a alta velocidad y baja altura (con aire más denso y potencialmente turbulento) es preferible un ala más pequeña y cargada en la que las variaciones de presión se harán notar menos.

## La carga alar en el diseño aeronáutico
La carga alar es un parámetro difícil de determinar a la hora de diseñar un avión debido a la necesidad de alcanzar un equilibrio entre las ventajas e inconvenientes de cada opción. Esto es especialmente complejo en el diseño de aviones militares en los que las exigencias de uso son importantes y varían según las misiones y circunstancias de uso. Un factor añadido en este tipo de aeronaves de guerra es que conforme un modelo se va desarrollando a lo largo de los años tiende a ir ganando peso conforme se le añade nuevo equipo o se potencia el que tiene. El diseño de un ala es muy preciso y es difícil alterarlo cuando un avión entra en producción por lo que aunque se le dote de motores más potentes si se incrementa el peso de un avión aumentará también la carga alar.
Una solución parcial a este problema se encontró con el desarrollo del ala de geometría variable tras la Segunda Guerra Mundial. Estas alas pivotan desde su base variando según las necesidades el ángulo del borde de ataque y (según ciertos diseños) la superficie alar y por tanto la carga alar entre otras muchas características. Este tipo de ala se reserva a aviones militares de elevadas prestaciones y tamaño medio o grande, tales como el F-111, Panavia Tornado, Tupolev Tu-22M o F-14. Este diseño, no obstante, está actualmente en desuso debido a la complejidad y el elevado peso de estos mecanismos y al desarrollo de nuevos sistemas de control de vuelo que eliminan parte de los inconvenientes de estabilidad de las alas convencionales en determinadas circunstancias. 
Para reducir la carga alar en las maniobras de despegue y aterrizaje, especialmente en aviones grandes, se emplea un tipo de dispositivo hipersustentador denominado flap Fowler el cual se extiende desde el borde de fuga del ala incrementando así su superficie.
Un último enfoque para mejorar las características aerodinámicas de un avión consiste en confiar parte de la sustentación a zonas del fuselaje fusionadas con las alas como sucede en cazas como el F-16 o el Mikoyan MiG-29, aumentando la superficie sustentadora y permitiendo diseñar, bien una menor carga o bien un ala de igual carga pero más pequeña y por tanto con menor resistencia aerodinámica.

## La carga alar en los animales voladores
Cuando se comenzó a estudiar de forma científica el vuelo de las aves, insectos y quirópteros se comprobó que en muchas ocasiones la masa corporal en relación con las dimensiones de las alas excedía los límites de carga alar aceptable que se habían determinado empíricamente. Esto era especialmente notable en insectos como el abejorro cuyo cuerpo rechoncho está sostenido por alas diminutas en proporción. No fue sino hasta que en los años 30 Harold Eugene Edgerton y otros científicos desarrollaron la fotografía estroboscópica que se pudo estudiar con precisión la aerodinámica animal. Se vio que al batir las alas los animales crean un vórtice que alivia la carga alar incrementando notablemente la sustentación. En las aves las plumas de la punta del ala se flexionan con el movimiento facilitando que se cree este vórtice.
El ave puede controlar la sustentación plegando el ala y reduciendo su superficie, aumentando así la carga alar, además de controlar otros parámetros como el ángulo de ataque o el flujo laminar mediante una estructura llamada álula. Aves más grandes como el buitre o el albatros, que han de volar largas distancias o largo tiempo, confían en alas de gran superficie con baja carga alar que les permiten sustentarse con muy poco gasto energético aprovechando las corrientes térmicas ascendentes de forma similar a los aviones de vela. Este tipo de ala es sin embargo difícil de batir y poco manejable.
El límite de carga alar para que un ave pueda volar se estima en unos 25 kg/m².